# قلعه‌پایان (گلوگاه)
قلعه پایان، روستایی است از توابع بخش کلباد شهرستان گلوگاه در استان مازندران ایران.

## جمعیت
این روستا در دهستان کلباد غربی قرار دارد و براساس سرشماری مرکز آمار ایران در سال ۱۳۸۵، جمعیت آن ۱۲۴۳ نفر (۳۲۱خانوار) بوده‌است. مردم قلعه پایان از قومیت طبری هستند که ریشه آن به قوم آمارد و قوم تپوری می‌رسد. مردم قلعه پایان به زبان طبری (مازندرانی)  سخن میگویند. سکنه بومی گلوگاه خود را تات می‌نامند و زبان خود را زبان تاتی می‌نامند. به گفته محققین تات در زبان اهالی مازندران به معنی بومی، روستایی و یکجانشین می‌باشد و منظور از تات همان قوم طبری است و منظور از زبان تاتی همان زبان طبری می‌باشد.